# Cannaphila vibex
Cannaphila vibex is een libellensoort uit de familie van de korenbouten (Libellulidae), onderorde echte libellen (Anisoptera).
De soort staat op de Rode Lijst van de IUCN als niet bedreigd, beoordelingsjaar 2007.
De wetenschappelijke naam Cannaphila vibex is voor het eerst geldig gepubliceerd in 1861 door Hagen.